# Rejsetiden for tog i Danmark 2015
Rejsetiden for tog i Danmark 2015 er en oversigt over rejsetiden for tog på udvalgte jernbanestrækninger i Danmark i 2015. Rejsetiden - der er angivet i timer og minutter - er opgjort ud fra den hurtigste rejsetid angivet i DSB's køreplan for 2015 (K15) gældende fra den 14. december 2014, de øvrige togoperatørers køreplaner og rejseplanen. Enkelte destinationer i Tyskland og Skåne er medtaget i det omfang, de indgår som en integreret del af den danske trafik.
De korteste rejsetider med lyntog fra København er 1 time og 15 minutter til Odense, 2 timer og 43 minutter til Aarhus, 2 timer og 58 minutter til Esbjerg (InterCity) og 4 timer og 19 minutter til Aalborg. Rejsetiderne er i det væsentlige uændrede i forhold til 2013 og 2014.
Som følge af Nordvestbanens opgradering mellem Roskilde og Holbæk reduceredes den korteste rejsetid mellem København og Holbæk fra 49 til 42 minutter og mellem København H og Kalundborg fra 1 time og 26 minutter til 1 time og 19 minutter. 

## Fjern- og regionaltog
|             | Aalborg | Esbjerg | Flensborg | Frederikshavn | Hamborg | Holbæk | Høje Taastrup | Odense | Nyborg | Næstved | Nykøbing Falster | Padborg | Sønderborg | Vordingborg |
| ----------- | ------- | ------- | --------- | ------------- | ------- | ------ | ------------- | ------ | ------ | ------- | ---------------- | ------- | ---------- | ----------- |
| København H | 4:19    | 2:58    | 3:50      | 5:38          | 4:32    | 0:42   | 0:13          | 1:17   | 1:03   | 0:46    | 1:24             | 3:20    | 3:41       | 1:03        |

|          | Aalborg | Esbjerg | Flensborg | Frederikshavn | Hamborg | Herning | København H | Københavns Lufthavn | Odense | Odder | Padborg | Silkeborg | Viborg |
| -------- | ------- | ------- | --------- | ------------- | ------- | ------- | ----------- | ------------------- | ------ | ----- | ------- | --------- | ------ |
| Aarhus H | 1:21    | 2:27    | 2:41      | 2:38          | 4:30    | 1:19    | 2:43        | 3:07                | 1:24   | 0:41  | 2:08    | 0:45      | 1:13   |

|           | København H | Københavns Lufthavn | Malmö | Nørreport | Østerport |
| --------- | ----------- | ------------------- | ----- | --------- | --------- |
| Helsingør | 0:44        | 1:03                | 1:23  | 0:40      | 0:37      |

|                     | København H | Malmö C |
| ------------------- | ----------- | ------- |
| Københavns Lufthavn | 0:12        | 0:20    |

## S-tog
|             | Ballerup | Farum | Frederikssund | Hillerød | Holte | Køge |
| ----------- | -------- | ----- | ------------- | -------- | ----- | ---- |
| København H | 0:23     | 0:38  | 0:43          | 0:42     | 0:27  | 0:39 |

|           | Ballerup | Farum | Frederikssund | Hillerød | Holte | Køge |
| --------- | -------- | ----- | ------------- | -------- | ----- | ---- |
| Nørreport | 0:28     | 0:33  | 0:48          | 0:37     | 0:22  | 0:44 |

|          | Hellerup | Ny Ellebjerg |
| -------- | -------- | ------------ |
| Nørrebro | 0:06     | 0:12         |

## Metro
|           | Københavns Lufthavn | Vanløse | Vestamager |
| --------- | ------------------- | ------- | ---------- |
| Nørreport | 0:15                | 0:09    | 0:14       |

## Lokalbaner
|          | Gilleleje | Helsingør |
| -------- | --------- | --------- |
| Hillerød | 0:33      | 0:28      |

|        | Frederikshavn |
| ------ | ------------- |
| Skagen | 0:35          |

|       | Jægersborg |
| ----- | ---------- |
| Nærum | 0:13       |

|         | Slagelse |
| ------- | -------- |
| Tølløse | 0:46     |